# Podospermum grigoraschvilii
Podospermum grigoraschvilii là một loài thực vật có hoa trong họ Cúc. Loài này được Sosn. miêu tả khoa học đầu tiên năm 1948.